# Tramwaje w Taganrogu

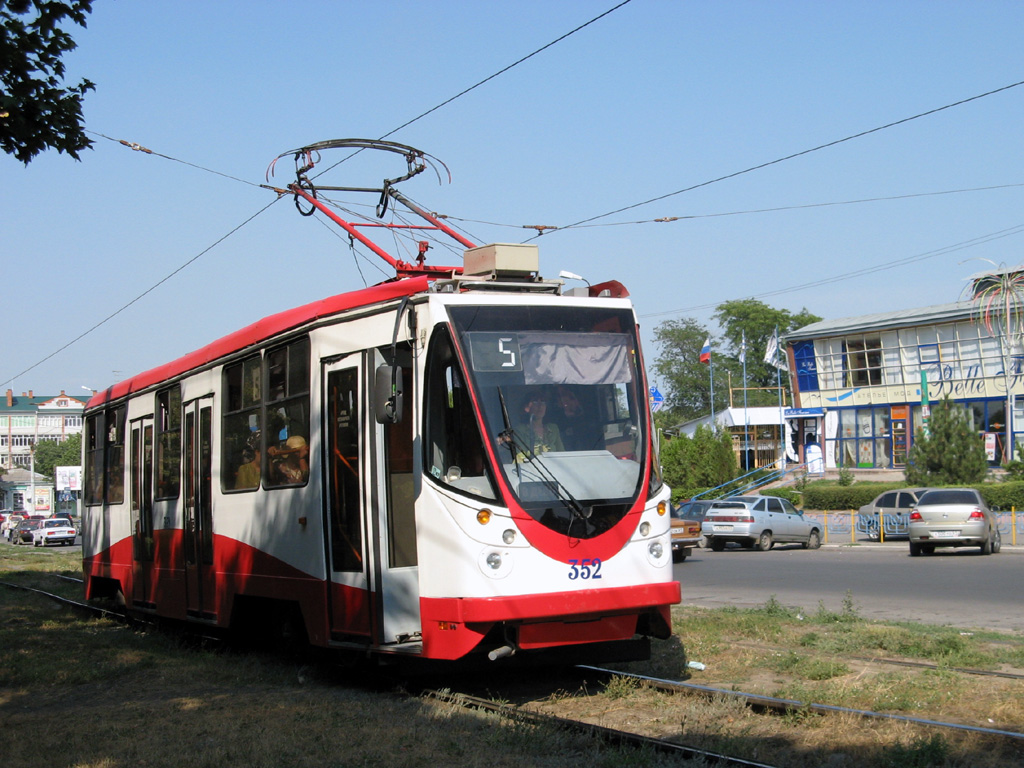
Tramwaj LM-99AEN-352

Tramwaje w Taganrogu − system komunikacji tramwajowej działający w rosyjskim mieście Taganrog.
Tramwaje w Taganrogu uruchomiono 7 listopada 1932 na trasie Bałtijski rajon − awiacionnyj zawod o długości 12 km. W latach 1941 − 1944 ruch tramwajowy został wstrzymany. 

## Linie
Obecnie sieć tramwajowa składa się z 9 linii:
- 1-3: Płoszczad Awiatorow ↔ Zawod „Krasnyj kotielszczyk”
- 2: Uniwiersitiet ↔ Nowyj wokzał
- 3: Uniwiersitiet ↔ Zawod „Krasnyj kotielszczyk”
- 4: Płoszczad Awiatorow ↔ Nowyj wokzał
- 5: Uniwiersitiet ↔ Zawod „Priboj”
- 6: Płoszczad Awiatorow ↔ Zawod „Priboj”
- 7: Zawod „Priboj” ↔ Nowyj wokzał
- 8: Płoszczad Awiatorow ↔ Uniwiersitiet
- 9: Płoszczad Awiatorow ↔ Uniwiersitiet

## Tabor
Podstawowym typem taboru jest tramwaj KTM-5, dodatkowo są także tramwaje KTM-8 w tym dwa sprowadzone z Szacht oraz najnowsze z lat 2006 − 2007  LM-99AEN. Tramwaje LM-99AEN za drugim wózkiem mają obniżoną podłogę. W 2012 dostarczono do miasta 5 częściowo niskopodłogowych tramwajów serii KTM-23.  Łącznie w Taganrogu są 73 wagony:
- KTM-5 − 56 sztuk
- KTM-8K − 6 sztuk
- LM-99AEN − 6 sztuk
- KTM-23 − 5 sztuk

Tabor techniczny składa się z 5 tramwajów.